# Trattato di Bucarest (1886)
Il trattato di Bucarest del 1886 venne firmato il 3 marzo da Serbia e Bulgaria per porre fine alla guerra serbo-bulgara.
Il trattato si componeva di un solo articolo nel quale si sanciva il ristabilimento della pace tra i due Paesi (La paix est rétablie entre le Royaume de Serbie et la Principauté de Bulgarie, à dater du jour de la signature du présent tráite) e spianava la strada alla Bulgaria per far valere il principio secondo il quale il governatore della Rumelia orientale doveva essere un principe bulgaro.